# 울프스
《울프스》(영어: Wolfs)는 2024년 개봉한 미국의 액션 코미디 영화이다. 존 와츠가 감독과 각본을 맡았다.

## 출연진
- 조지 클루니
- 브래드 피트
- 에이미 라이언
- 오스틴 에이브럼스
- 푸르나 자가나탄